# Platysmacheilus longibarbatus
Platysmacheilus longibarbatus är en fiskart som beskrevs av Lu, Luo och Chen, 1977. Platysmacheilus longibarbatus ingår i släktet Platysmacheilus och familjen karpfiskar. Inga underarter finns listade i Catalogue of Life.